# Zitierstil
Als Zitierstil, Zitierrichtlinie, Zitationsmanual, Zitierverfahren oder Zitierweise wird ein Regelwerk bezeichnet, das festlegt, wie Zitate und Aussagen fremder Autoren in einem wissenschaftlichen Text referenziert werden. Die Belegstelle wird als Referenz, Quellenangabe, Literaturangabe, Zitat, Zitation, Beleg oder Nachweis bezeichnet.
Im wissenschaftlichen Publikationsbetrieb kommen viele verschiedene Zitierstile zur Anwendung, die sich teilweise deutlich, manchmal aber auch nur in Details unterscheiden. Sie lassen sich anhand der Art und Weise, wie die zugehörigen Kurzbelege strukturiert sind, in Zitiersysteme kategorisieren. Die Wahl des Zitiersystems hängt von der Art der Publikation ab. Einige Zitierstile arbeiten mit dem Fußnoten-System, andere Nutzen das Name-Datum-System, und bei manchen Zitierstilen kommen beide Systeme zum Einsatz (nicht jedoch gleichzeitig). In Nummernsystemen wird der Beleg lediglich mit einer Zahl oder mit einer Kombination aus Buchstaben und Zahlen angegeben.
Welcher Stil in einem wissenschaftlichen Text verwendet wird, hängt beispielsweise vom Fachgebiet, den Vorgaben der Forschungseinrichtung, der betreuenden Lehrperson oder auch des Verlags ab, in dem die Publikation veröffentlicht wird. Der gewählte Zitierstil muss einheitlich im ganzen Text Anwendung finden. Hilfreich bei der Umsetzung der Einheitlichkeit sind Literaturverwaltungsprogramme, in denen die Formatierungsvorgaben vieler gängiger Zitierstile ausgewählt werden können.
Im deutschen Sprachraum wurden historisch hauptsächlich fußnotenbasierte Zitierstile verwendet. Zur Abgrenzung von den an Popularität gewinnenden angloamerikanischen Zitierstilen, beispielsweise dem Harvard-Stil, werden diese als deutsche Zitierweise bezeichnet.

## Aufbau
Wird in einem wissenschaftlichen Text eine Aussage getätigt, die zuvor bereits von anderen Autoren formuliert wurde, wird der Aussage eine Belegstelle angefügt. Beim Name-Datum-System ist dies der Kurznachweis, auch Kurzverweis, im Fußnotensystem ist dies eine hochgestellte Zahl, in numerischen Systemen eine Nummer. Auch wörtliche Zitate werden so gekennzeichnet. Kurznachweise bestehen je nach Zitierstil aus dem Nachnamen des oder der Autoren, wobei bei mehr als zwei (manchmal mehr als drei) Autoren mit der lateinischen Abkürzung et al. (und andere) abgekürzt wird, und dem Publikationsjahr. Bei zitierten Monografien wird auch die Seitenzahl oder der Seitenbereich mit angegeben. Hochgestellte Ziffern können entweder auf Fußnoten oder auf Endnoten verweisen.
Dem Text hintenan gestellt wird das Literaturverzeichnis, in dem die im Text genannten Publikationen zumeist alphabetisch aufgelistet werden. Ein Eintrag im Literaturverzeichnis wird als Vollbeleg bezeichnet. Auch die erste, vollständige Erwähnung einer Quelle in einer Fußnote kann als Vollbeleg bezeichnet werden, alle weiteren Erwähnungen derselben Quelle werden dann verkürzt geschrieben (Kurzbeleg). Diese Benennung erfolgt üblicherweise dann, wenn in einem Fußnotensystem kein eigenständiges Literaturverzeichnis verwendet wird. 
Die DIN ISO 690, die zuletzt 2021 aktualisiert wurde, regelt den grundsätzlichen Aufbau von Literaturbelegen.

## Verbreitete Zitiersysteme und Zitierstile

### Name-Datum-System oder parenthetische Zitierweise
- Der Harvard-Stil wird synonym für das Name-Datum-System verwendet und hat kein offizielles Regelwerk, sondern es gibt verschiedene Variationen. Verbreitet ist er in den Naturwissenschaften, in den Publikationswissenschaften und Wirtschaftswissenschaften.
- Der APA-Stil ist benannt nach der American Psychological Association und ist in den Humanwissenschaften verbreitet. Das Regelwerk Publication Manual of the American Psychological Association, das 2020 in der 7. Auflage erschienen ist, geht über Zitationsregeln weit hinaus und macht auch Vorgaben zu Schreibstil und Grammatik, geschlechtergerechter Sprache und Formatierungsvorgaben für Textelemente wie Blockzitate, Tabellen, Abbildungen usw.[3] Eine offizielle deutschsprachige Ausgabe gibt es nicht, verschiedene Einrichtungen bieten jedoch Beispiele für die Anwendung in deutschsprachigen Texte an, zum Beispiel hat das Institut für Publizistik ein Kurzmanual auf Deutsch veröffentlicht.[4]
- Chicago-Stil: Verbreitet in den Geisteswissenschaften, veröffentlicht seit 1906 im Werk The Chicago Manual of Style.
- Der MLA-Stil der Modern Language Association ist ebenfalls in den Geisteswissenschaften im angloamerikanischen Raum verbreitet.

### Nummernsysteme
- Vancouver-Stil ist die Bezeichnung für Systeme, die Nummern im Text verwenden, die dann auf die entsprechend durchnummerierten Einträge im Literaturverzeichnis verweisen. Sie können auch als Fuß- oder Endnoten eingesetzt werden. Dieses System wird vor allem in medizinischen und naturwissenschaftlichen Texten angewendet. Der Vancouver-Stil steht damit synonym für Nummernsysteme oder auch Autor/Name-Zahl-Systeme. Werden hochgestellte Zahlen verwendet, gibt es Überschneidungen mit Fußnotensystemen.
- Der AMA-Stil der American Medical Association (AMA) wurde 1962 erstmals herausgegeben und ist für die Journals der AMA bindend, wie zum Beispiel dem Journal of the American Medical Association.[5]
- Der IEEE-Stil des Institute of Electrical and Electronics Engineers (IEEE) nutzt Zahlen in eckigen Klammern und  ist verbreitet in der Elektrotechnik und Informatik.[6][7]